# Tanjung Beringin (Munte)
Tanjung Beringin is een bestuurslaag in het regentschap Karo van de provincie Noord-Sumatra, Indonesië. Tanjung Beringin telt 710 inwoners (volkstelling 2010).